# Цирє
Цирє (словен. Cirje) — поселення в общині Кршко, Споднєпосавський регіон, Словенія. Висота над рівнем моря: 232,5 м.